# Accidente base de diseño
Un accidente base de diseño (en inglés: Design Basis Accident, DBA)) o accidente máximo creíble (en inglés: Maximum Credible Accident, MCA) es un accidente teórico para el cual una instalación nuclear debe estar diseñada y construida para resistir sin pérdida de los sistemas, estructuras y componentes necesarios para asegurar el bienestar y seguridad públicos.
Los subtipos de DBA son:
- Diseño base de criticidad: "Un siniestro de criticidad que sea el accidente base de diseño más grave del tipo que sea aplicable al área bajo consideración".
- Diseño base de terremoto (en inglés: Design-Basis Earthquake, DBE): "El tipo de terremoto para el que los sistemas de seguridad están diseñados en resistir y permanecer funcionales tanto durante como después del evento, asegurando así la habilidad para apagar y mantener una configuración segura".
- Diseño base de evento: "Un evento postulado en el diseño para establecer los requerimientos de desempeño aceptables de las estructuras, sistemas y componentes".
- Diseño base de explosión: "Una explosión que sea el accidente base de diseño más grave del tipo que sea aplicable al área bajo consideración".
- Diseño base de incendio: "Un incendio que sea el accidente base de diseño de este tipo. Al postular un incendio semejante, se debería asumir una falla de las instalaciones de extinción de incendio manuales y automáticas excepto para aquellos sistemas o elementos de seguridad que están específicamente diseñados para permanecer viables (estructural y funcionalmente) a través del desarrollo del evento".
- Diseño base de inundación: "Una inundación que sea el accidente base de diseño más grave del tipo que sea aplicable al área bajo consideración".
- Diseño base de tornado (en inglés: Design-Basis Tornado, DBT): "Un tornado que sea el accidente base de diseño más grave del tipo que sea aplicable al área bajo consideración".

Las circunstancias como las del terremoto y tsunami de Tōhoku del año 2011 eran considerados poco probables o imposibles, de tal forma que los accidentes nucleares de Fukushima I resultantes son descritos usando esta terminología como "accidentes más allá del diseño base" o "accidentes no de diseño base".
Los accidentes por pobre diseño, fallos al cumplir los procedimientos de seguridad exigidos u otras formas de error humano no están considerados que sean accidentes más allá del diseño base. La terminología puede ser poco clara, sin embargo, debido a que un accidente base de diseño pobremente manejado pueden resultar en condiciones más allá de lo que era considerado probable, causando un accidente más allá del diseño base. Por esta razón, algunos expertos de la industria han criticado el uso de la terminología de accidente base de diseño. El accidente de Three Mile Island y el desastre de Chernóbil son ejemplos de accidentes base de diseño que se convirtieron en accidentes más allá del accidente base de diseño principalmente debido a las fallas en seguir los procedimientos escritos de operación.

## Eventos más allá del diseño base
Como los accidentes nucleareas de Fukushima I mostraron, las amenazas externas - tales como terremotos, tsunamis, incendios, inundaciones, tornados y ataques terroristas - son los mayores factores de riesgo para que ocurra un accidente nuclear serio. Algunas secuencias de errores y accidentes son consideradas tan poco probables que medidas preparadas para enfrentarlas no se consideran.
Pronosticar la localización del siguiente terremoto o el tamaño del siguiente tsunami es un arte imperfecta. Las plantas nucleares situadas fuera de las zonas de peligro geológico "serían una mayor amenaza de accidentes en el caso de un terremoto que de las aquellas ubicadas dentro de estas zonas de peligro, ya que las primeras tendrían una protección más débil contra estos". La planta de Fukushima I, por ejemplo, estaba "localizada en un área designada, en el mapa de riesgo sísmico de Japón, como teniendo una baja posibilidad relativa de que ocurriera un gran terremoto y tsunami; cuando el tsunami del año 2011 la afectó, fue mucho mayor para lo que los ingenieros habían planificado".